# Großsteingrab Ryget Skov/Afd. 22
Das Großsteingrab Ryget Skov/Afd. 22 ist eine megalithische Grabanlage der jungsteinzeitlichen Nordgruppe der Trichterbecherkultur im Kirchspiel Værløse in der dänischen Kommune Furesø.

## Lage
Das Grab liegt nördlich von Værløse im Süden des Waldgebiets Ryget Skov, unmittelbar nördlich eines Waldwegs. In der näheren Umgebung gibt bzw. gab es zahlreiche weitere megalithische Grabanlagen.

## Forschungsgeschichte
In den Jahren 1889 und 1938 führten Mitarbeiter des Dänischen Nationalmuseums Dokumentationen der Fundstelle durch. 1931 erfolgte eine Restaurierung der Anlage.

## Beschreibung
Die Anlage besitzt eine runde Hügelschüttung mit einem Durchmesser von etwa 7 m und einer Höhe von 0,8 m. Der Hügel ist durch den vorbeiführenden Weg teilweise angeschnitten. Von der Umfassung sind noch acht Steine erhalten, die bei der Restaurierung teilweise neu aufgestellt wurden.
Der Hügel enthält eine Grabkammer, die als Urdolmen anzusprechen ist. Sie ist nord-südlich orientiert und hat einen rechteckigen Grundriss. Sie hat eine Länge von 1,5 m, eine Breite zwischen 0,5 m und 1 m und eine Höhe von 0,9 m. Die Kammer besteht aus einem Wandstein an der westlichen Langseite, zwei Wandsteinen an der östlichen Langseite, einem Abschlussstein an der nördlichen Schmalseite und einem Deckstein. Die südliche Schmalseite ist offen.